# أنيتا أناند
أنيتا أناند (بالإنجليزية: Anita Anand)‏ هي صحفية بريطانية، ولدت في 28 أبريل 1972 في لندن في المملكة المتحدة.

## وصلات خارجية
- أنيتا أناند على موقع IMDb (الإنجليزية)
- أنيتا أناند على موقع قاعدة بيانات الفيلم (الإنجليزية)